# Hoofdketen

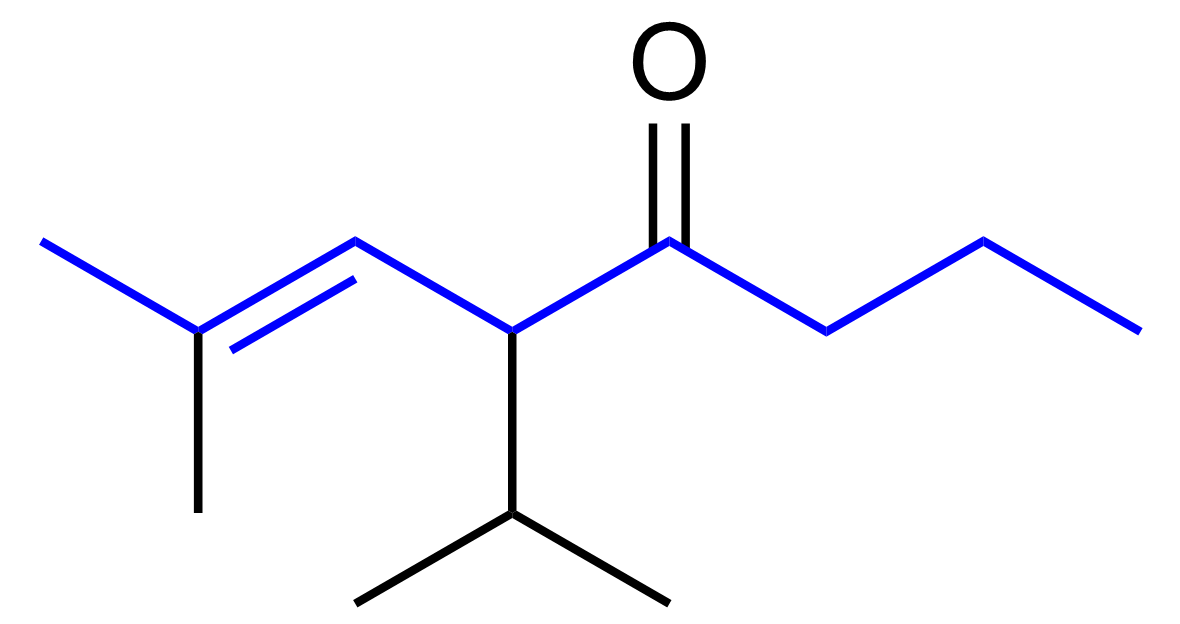
hoofdketen in de verbinding 5-isopropyl-7-methyloct-6-en-4-on

In de organische chemie is de hoofdketen de keten waarop de nummering, nodig voor de nomenclatuur, plaatsvindt. Bij een koolstof-waterstofbinding is dit de koolstofketen met de meeste koolstofatomen. Bij een heterogene organische verbinding is de hoofdketen niet bepaald door het aantal atomen, maar door de functionele groepen in het molecuul. De hoofdketen van nucleïnezuur bestaat uit twee zich afwisselende groepen van suikers en fosfaten.

nucleïnezuur, de hoofdketen bestaat uit
suikers en
fosfaten